# Trachelas roeweri
Trachelas roeweri is een spinnensoort uit de familie van de Trachelidae.
De wetenschappelijke naam van de soort werd in 1938 gepubliceerd door Reginald Frederick Lawrence.